# Eider du Labrador
Camptorhynchus labradorius
Pour les articles homonymes, voir Labrador (homonymie).
Genre
Espèce
Statut de conservation UICN

 EX  : Éteint
L'Eider du Labrador (Camptorhynchus labradorius) est une espèce éteinte d'oiseaux appartenant à la famille des Anatidae. Disparue en 1875, c'était l'unique représentant du genre Camptorhynchus.

## Répartition géographique
Camptorhynchus labradorius était présent au Canada dans quatre provinces, le Québec, le Nouveau-Brunswick, la Nouvelle-Écosse et en Terre-Neuve-et-Labrador. Il nichait dans le golfe du Saint-Laurent et sur la côte du Labrador. Il hivernait dans le sud de la Nouvelle-Écosse dans la baie de Chesapeake.

## Extinction
Sa chasse et son piégeage durant l'hivernage sont probablement les principaux facteurs de sa disparition. La petite taille d’origine de sa population, sa répartition limitée et la particularité de son écologie alimentaire ont rendu l’espèce très vulnérable à des facteurs comme la réduction importante de ses proies invertébrées, la chasse et la collecte de ses œufs. Le dernier spécimen abattu l'a été à Long Island en 1875.